# جوواونا اسکوچیمارو
جوواونا اسکوچیمارو (آلمانی: Giovanna Scoccimarro؛ زادهٔ ۱۰ نوامبر ۱۹۹۷) جودوکار زن اهل آلمان است.